# Gian Filippo Felicioli
Gian Filippo Felicioli (30. září 1997 San Severino Marche, Itálie) je italský fotbalový obránce, který od roku 2023 hraje za Italský klub Pergolettese.

## Statistiky
| Sezóna            | Klub              | Liga              | Liga   | Liga | Ligové poháry | Ligové poháry | Ligové poháry | Kontinentální poháry | Kontinentální poháry | Kontinentální poháry | Celkem | Celkem |
| Sezóna            | Klub              | Soutěž            | Zápasy | Góly | Soutěž        | Zápasy        | Góly          | Soutěž               | Zápasy               | Góly                 | Zápasy | Góly   |
| ----------------- | ----------------- | ----------------- | ------ | ---- | ------------- | ------------- | ------------- | -------------------- | -------------------- | -------------------- | ------ | ------ |
| 2014/15           | Milán             | Serie A           | 1      | 0    | IP            | 0             | 0             | -                    | 0                    | 0                    | 1      | 0      |
| 2016/17           | Ascoli            | Serie B           | 21     | 0    | IP            | 1             | 0             | -                    | 0                    | 0                    | 22     | 0      |
| 2017/18           | Verona            | Serie A           | 6      | 0    | IP            | 2             | 0             | -                    | 0                    | 0                    | 8      | 0      |
| 2018/19           | Perugia           | Serie B           | 9      | 0    | IP            | 1             | 0             | -                    | 0                    | 0                    | 10     | 0      |
| 2019/20           | Benátky           | Serie B           | 7      | 0    | IP            | 2             | 1             | -                    | 0                    | 0                    | 9      | 1      |
| 2020/21           | Benátky           | Serie B           | 24+1   | 0    | IP            | 0             | 0             | -                    | 0                    | 0                    | 25     | 0      |
| Celkem za Benátky | Celkem za Benátky | Celkem za Benátky | 32     | 0    | -             | 2             | 1             | -                    | 0                    | 0                    | 34     | 1      |
| 2021/22           | Ascoli            | Serie B           | 7      | 1    | IP            | 1             | 0             | -                    | 0                    | 0                    | 7      | 1      |
| Celkem za Ascoli  | Celkem za Ascoli  | Celkem za Ascoli  | 28     | 1    | -             | 1             | 0             | -                    | 0                    | 0                    | 29     | 1      |
| 2022/23           | Cittadella        | Serie B           | 6      | 0    | IP            | 1             | 0             | -                    | 0                    | 0                    | 7      | 0      |
| 2023/24           | Pergolettese      | Serie C           | ?      | ?    | -             | 0             | 0             | -                    | 0                    | 0                    | ?      | ?      |
| Celkově           | Celkově           | Celkově           | 82     | 1    | -             | 6             | 1             | -                    | 0                    | 0                    | 88     | 1      |